# Paul Merson
Paul Charles Merson (* 20. März 1968 in Harlesden, London) ist ein ehemaliger englischer Fußballspieler. Während seiner Fußballerkarriere war er sowohl für die Vereine FC Arsenal, FC Middlesbrough, Aston Villa und FC Portsmouth als auch 21-malig für die englische Nationalmannschaft aktiv.

## Sportlicher Werdegang

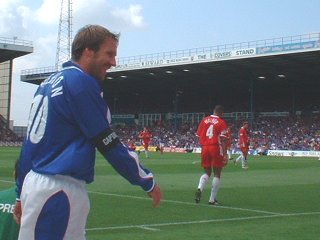
Paul Merson (2002)

Geboren in London, begann Merson seine Karriere beim heimischen Verein FC Arsenal, dem er sich im Jahr 1984 als Nachwuchsspieler anschloss. Sein Debüt gab er am 22. November 1986 gegen Manchester City und nach einer kurzen Ausleihphase beim Drittligisten FC Brentford, wo er sieben Spiele machte, kehrte er zurück, um sich daraufhin in der erfolgreichen Mannschaft von Arsenal der späten 1980er-Jahre unter Trainer George Graham zu etablieren. In der Saison 1988/89 war Merson dann auch Stammspieler auf der Position des rechten Flügelstürmers (später auch als Mittelfeldspieler) und gewann mit Arsenal durch ein spätes Tor durch Michael Thomas im letzten Spiel gegen den FC Liverpool die englische Meisterschaft. Merson hatte in der Spielzeit zehn Treffer erzielt, wurde zum U21-Nationalspieler und zudem zum besten Jungprofi der abgelaufenen Saison gewählt.
Arsenal konnte mit Merson 1991 erneut die englische Meisterschaft gewinnen und ließ zwei Jahre später sowohl den FA Cup als auch den Ligapokal folgen, wobei Merson das erste Tor im Ligapokalfinale erzielte. Im Jahr 1994 kam der Verein zu europäischen Ehren, als man den Europapokal der Pokalsieger gewann. Für die englische Nationalmannschaft hatte Merson bereits am 11. September 1991 in einem Freundschaftsspiel gegen Deutschland seinen Einstand gegeben.
Mersons Karriere erlitt dann einen Rückschlag, als er im November 1994 seine Alkohol- und Kokainsucht eingestand. Die Football Association arrangierte daraufhin ein dreimonatiges Rehabilitationsprogramm für Merson, der dann im Februar 1995, kurz vor der Entlassung von Trainer Graham, sein Comeback feiern konnte. Unter dem Interimstrainer Stewart Houston führte Merson seinen Verein in das zweite aufeinanderfolgende Endspiel im europäischen Pokalsiegerwettbewerb, in dem man jedoch durch Nayims Schuss von der Mittellinie in der letzten Minute der Verlängerung gegen Real Saragossa unterlag.
Auch in der Saison 1995/96 war Merson Stammspieler in Arsenals Mannschaft, die nun von dem neuen Trainer Bruce Rioch trainiert wurde und kam auch in der darauffolgenden Spielzeit unter Arsène Wenger zu regelmäßigen Einsätzen. Überraschend wechselte Merson dann, nachdem Arsenal die Saison als Drittplatzierter abgeschlossen hatte, für fünf Millionen Pfund zum Absteiger aus Middlesbrough und war damit der teuerste Einkauf eines Vereins, der nicht in der ersten Liga spielte. Er verließ somit den FC Arsenal nach 423 Partien und 99 Toren.
Merson entwickelte sich zu einem Schlüsselspieler in der Mannschaft von Middlesbrough, die als Vizemeister den direkten Wiederaufstieg feiern konnte. Bei der WM 1998 war er der einzige englische Spieler, der nicht für einen Erstligisten aktiv war. Er wurde im Achtelfinale gegen Argentinien eingesetzt. Trotz seines Treffers im Elfmeterschießen verlor England dieses im Anschluss und schied aus dem Turnier aus.
Im Herbst des gleichen Jahres wurde Merson an Aston Villa für eine Ablösesumme von 6,75 Millionen Pfund verkauft. Dort blieb er dann für nahezu vier Spielzeiten und erreichte mit dem Verein im Jahr 2000 das FA-Cup-Endspiel. Nach Beendigung der Saison 2001/02 wechselte Merson ablösefrei zum Zweitligisten FC Portsmouth und war maßgeblich am Aufstieg des Vereins in die Premier League in der gleichen Spielzeit beteiligt.
Merson traute sich jedoch aufgrund seines fortgeschrittenen Alters keinen weiteren Aufenthalt in der höchsten englischen Spielklasse mehr zu und wünschte zudem, sich künftig mehr in seiner Heimat in Sutton Coldfield aufhalten zu können. Seine Entscheidung fiel dann im Sommer 2003 auf den Zweitligisten FC Walsall, zu dem er erneut ablösefrei wechselte. Aufgrund einer Spielsucht, die er in der Sierra Tucson Clinic in Arizona kurieren ließ, verpasste er zahlreiche Spiele in einer Saison, in der Walsall von einem Mittelfeldplatz noch in die Abstiegszone abrutschte. Nur wenige Monate nach Mersons Rückkehr übernahm er die Nachfolge des Trainers Colin Lee, den der Verein entließ, nachdem man ihm vorgeworfen hatte, mit Plymouth Argyle über einen dort vakanten Trainerposten verhandelt zu haben. Merson verpasste den Klassenerhalt trotz eines 3:2-Sieges in der letzten Partie gegen Rotherham United auch aufgrund eines Elfmeters in der letzten Minute und konnte nicht von Schützenhilfe von Stoke City profitieren, die den FC Gillingham nun hätten schlagen müssen. Trotz des Abstiegs wurde Merson jedoch als dauerhafter Trainer des Vereins ernannt.
Die Saison 2004/05 gestaltete sich schwierig für Merson, sowohl auf als auch außerhalb des Spielfelds. Walsall verlor in allen Pokalwettbewerben gegen unterklassigere Mannschaften und nach Informationen der englischen Medien griff Merson erneut zum Alkohol und hatte auch bei seiner Spielsucht einen Rückfall. Auch der Einsatz des Torhüters Mark Bosnich, der zuvor des Kokainmissbrauchs überführt wurde, war im Verein sehr umstritten. Walsall drohte ein zweiter Abstieg und Merson reagierte mit zahlreichen Neuverpflichtungen bis zum Januar 2005, darunter Julian Joachim, Andy Oakes, Anthony Gerrard (Cousin von Steven Gerrard), Craig Pead und David Perpetuini. Daraufhin blieb die Mannschaft bis zum Mai ungeschlagen und konnte mit diesem Lauf den Verbleib in der League One sichern.
Nach dieser schwierigen ersten Trainersaison war der Verein zuversichtlicher für die neue Spielzeit 2005/06. Diese Prognose erfüllte sich jedoch nicht und Walsall geriet erneut in die Abstiegszone. Im März 2006 trat Merson von seinem Traineramt zurück.
2017 nahm der FC Portsmouth ihn in seine klubinterne Hall of Fame auf.

## Erfolge
- Europapokal der Pokalsieger: 1994
- Englischer Meister: 1989, 1991
- FA-Cup-Sieger: 1993
- Englischer Ligapokalsieger: 1993